# Джелли, Франческо
Франческо Джелли (итал. Francesco Gelli; род. 15 октября 1996, Ливорно, Тоскана) — итальянский футболист, полузащитник клуба «Фрозиноне».

## Карьера

### «Туттокуойо»
Воспитанник футбольной академии итальянского клуба «Ливорно». В июне 2013 года футболист на правах арендного соглашения отправился в итальянский клуб «Туттокуойо». За основную команду клуба футболист стал выступать лишь в следующем сезоне. Дебютный матч сыграл 9 августа 2014 года против клуба «Каррарезе». Дебютный гол за клуб забил 20 февраля 2015 года в матче клуба «Сантарканджело». Закрепиться в основной команде клуба у футболист не вышло и по окончании арендного соглашения покинул клуб.
В июле 2015 года футболист присоединился к клубу «Вальдиньеволе Монтекатини» из итальянской серии D, где и провёл сезон. В июле 2016 года футболист вернулся в «Туттокуойо», только уже на полноценной основе. Первый матч за клуб сыграл 31 июля 2016 года в рамках Кубка Италии против клуба «Казертана». Первый матч в чемпионате сыграл 28 августа 2016 года против клуба «Прато». Первый гол в сезоне забил 19 февраля 2017 года в матче против клуба «Каррарезе». Первую половину сезона футболист появлялся на поле преимущественно со скамейки запасных, однако затем во второй половине сезона смог закрепиться в стартовому составе. Закончил сезон в зоне вылета, отправившись по итогу в стыковые матчи. Всего за клуб успел отличился 2 забитыми голами и 2 результативными передачами. Летом 2017 года покинул клуб. 

### «Альбинолеффе»
В июле 2017 года футболист пополнил состав итальянского клуба «Альбинолеффе». Дебютировал за клуб 30 июля 2017 года в матче Кубка Италии против клуба «Джана Эрминио». Первый матч в чемпионате сыграл 17 сентября 2017 года против клуба «Сантарканджело». В следующем матче 24 сентября 2017 года против клуба «Губбио» отличился дебютной результативной передачей. Дебютный гол за клуб забил 21 марта 2018 года в матче против клуба «Фермана». На протяжении всего сезона был одним из основных игроков клуба. Вместе с клубом отправился в стыковые матчи на повышение в классе, где уступил клубу «ФеральпиСало». Всего за сезон успел отличиться 2 забитыми голами и 4 результативными передачами.
Новый сезон футболист начинал как одни из основных игроков клуба, чередуя матчи в стартовом составе и со скамейки запасных. Затем смог закрепиться в стартовом составе клуба, став один из ключевых игроков клуба. На протяжении последующих 5 сезонов продолжал выступать за клуб на ведущих ролях, вместе с которым занимал места в первой половине турнирной таблицы в своей группе. Всего за клуб за свою карьеру успел отличиться 11 забитыми голами и 23 результативными передачами во всех турнирах.

### «Фрозиноне»
В январе 2023 года футболист перешёл в итальянский клуб «Фрозиноне», с которым подписал контракт до 2026 года. Дебютировал за клуб 1 марта 2023 года в матче против клуба СПАЛ, выйдя на замену на 57 минуте и вскоре отличился первой результативной передачей. Затем футболист сразу же смог закрепиться в стартовом составе клуба, став одним из ключевых игроков. Вместе с клубом футболист стал победителем чемпионата, получив прямое повышение в классе. За сезон футболист отличился своей единственной результативной передачей.
Новый сезон футболист начал 11 августа 2023 года с матча Кубка Италии против клуба «Пиза». Дебютный матч в итальянской Серии A сыграл 19 августа 2023 года против «Наполи», выйдя на поле в стартовом составе.

## Достижения
«Фрозиноне»
- Чемпион итальянской Серии B: 2022/23